# Minnesota Starvation Experiment
Das Minnesota Starvation Experiment war ein 1944 an der University of Minnesota durchgeführtes medizinisches Experiment, das von dem Ernährungswissenschaftler Ancel Keys entwickelt und durchgeführt wurde, um die Auswirkungen des Verhungerns auf den menschlichen Organismus und möglichst effektive Gegenmaßnahmen zu erforschen. Der Versuch bestand darin, dass eine Gruppe von Kriegsdienstverweigerern sich unter Beobachtung über Monate freiwillig einer extremen Mangelernährung unterzog, um danach verschiedene Methoden der gesundheitlichen Wiederherstellung anzuwenden.

## Geschichte und Überblick
1944 tobte der Zweite Weltkrieg, und mit ihm Hunger und Verhungern. Im Laufe der Jahrhunderte hatten Menschen anekdotische Berichte über die Auswirkungen des Hungers verfasst, aber es gab wenig wissenschaftliche Literatur dies betreffend, die die physiologischen und psychologischen Wirkungen des Hungers beschrieb. Daher waren sich Ärzte und Forscher nicht sicher, wie Menschen zu helfen sei, damit sie sich schnellstmöglich von den Auswirkungen des Hungers erholen konnten.
Ancel Keys, Doktor der Physiologie im Laboratorium der Universität von Minnesota, bereitete gemeinsam mit Josef Brozek, dem Chefpsychologen des Labors, ein Experiment vor, um die Effekte der Unterernährung und mögliche Therapien systematisch zu erforschen. Brozek war hierbei für die Erfassung von Daten über die psychologischen Auswirkungen der Hunger verantwortlich.
Das Experiment wurde durch das Büro des Surgeon General of the United States, Organisationen der Mennoniten, Brethren, Quäker und Unitarier sowie einige private Geldgeber finanziert.

## Ziel des Experimentes
Das Hauptziel des Minnesota Experiment war es, die physischen und psychischen Auswirkungen des Hungers auf gesunde Männer durch ihre Beobachtung unter normalen Bedingungen, im Zustand des Hungers und darauf folgende Rehabilitation erschöpfend zu beschreiben, um die Effektivität verschiedener Interventionen objektiv vergleichen zu können.

## Auswahl der Testpersonen
Die Auswahl der Testpersonen unterlag strengen Kriterien. Probanden hatten männlich und ungebunden zu sein und sollten bei guter körperlicher und geistiger Gesundheit sein. Die geistige Gesundheit wurde hierbei weitestgehend mit dem damals neu entwickelten Minnesota Multiphasic Personality Inventory überprüft. Weiterhin wurden die Testpersonen dahingehend ausgewählt, dass sie mit anderen unter schwierigen Umständen gut auskommen konnten und ein Interesse an gemeinnütziger Arbeit zeigten.
Keys rekrutierte die Freiwilligen aus den Reihen der Kriegsdienstverweigerer aus Gewissensgründen, junge Männer, die beschlossen hatten, als Alternative zum Militärdienst dem Civilian Public Service beizutreten. Viele dieser Männer, wenn auch nicht alle, waren Mitglieder der historischen Friedenskirchen (Church of the Brethren, Siebenten-Tags-Adventisten, Quäker und Mennoniten).
Nach diesen Kriterien wurden 36 Männer aus mehr als 200 Freiwilligen ausgewählt und begannen im November 1944 an der Universität von Minnesota das Experiment.
Das mittlere Alter der Teilnehmer betrug 25,5 Jahre, ihr durchschnittliches Gewicht betrug 152,7 Pfund (68,95 kg) und ihre durchschnittliche Größe 5 feet 10 inches (1,78 m).

## Ablauf des Experiments
Das Experiment war in drei Phasen unterteilt:

### Kontrollzeitraum
Das Experiment begann mit einem dreimonatigen Kontrollzeitraum, in welchem die Männer eine normale Ernährung von etwa 13.400 kJ (= 3.200 kcal) pro Tag erhielten, während ihre Kraft, Ausdauer, Geschicklichkeit, Hör- und Sehvermögen, Intelligenz, Persönlichkeitsmerkmale und Spermienmotivität untersucht wurden. Jeder Teilnehmer wurde angehalten, während des Experiments ein persönliches Tagebuch zu führen.

### „Semistarvation“
Auf den Kontrollzeitraum folgte eine 24-wöchige Phase einer reduzierter Nahrungseinnahme. Die Ernährung der Teilnehmer beruhte auf Nahrungsmitteln, die damals in Europa weit verbreitet waren, vor allem Kartoffeln, Wurzelgemüse, Brot und Teigwaren. Die Nahrung wurde auf 1.570 kcal am Tag rationiert.
Insgesamt war das Experiment psychologisch belastend, auch für die Experimentatoren:

„Was tue ich diesen jungen Männern nur an? Ich hatte keine Vorstellung davon, dass es so schwer sein würde.“

### Rehabilitation
Auf die Zeit der Restriktion folgte eine eingeschränkte Rehabilitationszeit von drei Monaten, in der Studienteilnehmer Nahrungsenergie in Höhe von insgesamt 8.370 bis 13.400 kJ (= 2.000 bis 3.200 kcal) pro Tag zu sich nahmen.
Hierbei wurden sie in vier Gruppen unterteilt, die jeweils eine unterschiedlich erhöhte Energiezufuhr (um 400 kcal, 800 kcal, 1200 kcal oder 1600 kcal erhöht) erhielten. Schließlich schloss sich eine achtwöchige Rehabilitation an, in der es keine Obergrenze für die Zufuhr von Nahrungsenergie gab.
Über den gesamten Verlauf des Experiments wurde von den Männern erwartet, 15 Stunden pro Woche im Labor der Universität zu arbeiten, zu Fuß 22 Meilen zurückzulegen und für 25 Stunden an einer Vielzahl von Bildungsaktivitäten zu partizipieren.
Das Minnesota Starvation Experiment endete im Oktober 1945.

## Ergebnisse
Letztlich wurden Daten von 32 der 36 Teilnehmer in der endgültigen Monographie und den Tabellen veröffentlicht. Zwei Freiwillige brachen das Experiment ab, zwei weitere wurden ausgeschlossen; einer davon stahl Eis und Milch sowie Steckrüben, ein anderer aß regelmäßig Essensreste aus Mülltonnen.

### 1946 Zwischenergebnisse – Men and Hunger: A Psychological Manual for Relief Workers
Im Jahr 1946 veröffentlichten die Forscher einen 70-seitigen Leitfaden für Helfer in Europa und Asien. Er trug den Titel Men and Hunger: A Psychological Manual for Relief Workers (englisch für „Männer und Hunger“):
Die Ratschläge umfassen:
1. Zeigen Sie keine Befangenheit, und unterlassen Auseinandersetzungen; die Hungernden sind bereit, bei geringster Provokation zu streiten, aber sie bereuen in der Regel sofort.
2. Die Gruppe zu informieren, was getan wird und warum, ist genauso wichtig wie das Erledigen der Aufträge - Plakate sind hierzu der einfachste Weg.
3. Der Zustand des Hungers erhöht den Bedarf an Privatsphäre und Ruhe - Lärm aller Art scheint für die Hungernden sehr belastend und dies betrifft besonders die Mahlzeiten.
4. Energie ist eine Ware, die gehortet werden muss; Wohn- und Essens-Quartiere sollten daher übersichtlich sein.
5. Ein fürsorglicher Helfer wird die Tatsache berücksichtigen, dass die Hungernden emotional durch das Wetter beeinflusst werden - einige besondere und fröhliche Aktivitäten sollten für schlechte Tage vorbehalten werden.

### 1950 Endergebnisse – The Biology of Human Starvation
Die definitiven Ergebnisse des Experiments wurden von Keys und seinen Kollegen erst im Jahr 1950 in einer zweibändigen Monographie mit dem Titel The Biology of Human Starvation veröffentlicht. Der 1385-seitige Text stellt den ersten umfassenden Bericht über die physiologischen und psychologischen Auswirkungen von Hunger und Wiedereinführung einer adäquaten Ernährung dar und enthält detaillierte Testergebnisse jedes der Teilnehmer.

#### Reaktionen auf die „Semistarvation“
Quelle:
- Gegenüber dem Kontrollzeitraum sank die körperliche Ausdauer der Teilnehmer um die Hälfte
- Ihre Körperkraft nahm um etwa 10 % ab
- Ihre Reflexe wurden messbar träge
- Die Ruhestoffwechselrate ging zurück
- Das Herzvolumen nahm um 20 % ab
- Die Körpertemperatur sank
- Die Teilnehmer berichteten von Konzentrationsproblemen, ihr Urteilsvermögen und Verständnis waren beeinträchtigt
- Teilnehmer beklagten sich über Schwindelanfälle, Sehstörungen, Klingeln in den Ohren, Prickeln und Betäubung ihrer Extremitäten, Bauchschmerzen, Gliederschmerzen und Kopfschmerzen, Schlafstörungen, Ausdünnen der Haare
- Sexuelles Verlangen und Hodengröße reduzierten sich, bis die Teilnehmer jedes Interesse an Sex verloren
- Die Teilnehmer zeigten körperliche Anzeichen für eine beschleunigte Alterung.

#### Rezeption der Ergebnisse
Die Ergebnisse des Experiments beeinflussten die allgemeine wissenschaftliche Haltung über die Wandelbarkeit des menschlichen Körpers, da sie offenbarten, dass die Ernährung allein einen großen Einfluss auf grundlegende Körperfunktionen wie Blutdruck, Cholesterinspiegel und Herzfrequenz hat, Bereichen, von denen man zuvor angenommen hatte, dass sie individuell fixiert seien.
Die Beobachtungen bezüglich der Folgen der Semistarvation während des Experiments, das in dieser Form aus ethischen Gründen nicht mehr wiederholbar ist, hat noch heute große Bedeutung für die Forschung von Anorexia nervosa und anderen Essstörungen und wird daher häufig zitiert. Die beschriebenen physischen und psychischen Symptome sowie Verhaltens-Phänomene, die während des Hungerns und in der Rehabilitationsphase der gesunden Probanden auftraten, entsprechen den Essstörungs-Symptomen bei Anorexia nervosa Patienten, was auf eine universelle Anpassungsreaktion des Körpers auf Hungern hinweist.

## Interviews mit den Teilnehmern im Jahr 2004
Beinahe 60 Jahre nach Beendigung des Minnesota Experiments, waren 19 der 36 ursprünglichen Teilnehmer noch am Leben und 18 von ihnen wurden im Rahmen eines Projektes vom Juli 2003 bis zum Februar 2004 befragt.